# Лаура Паріс
Лаура Паріс (італ. Laura Paris; нар. 2002, Ро, Італія) — італійська гімнастка, що виступає в груповій першості. Чемпіонка та багаторазова призерка чемпіонату Європи.

## Біографія
Батько — Федеріко Паріс — чемпіон світу з велотреку в тандемі 1990, 1992 та 1993 років.

## Результати на турнірах
| Рік  | Змагання         | Команда | ГП | 5 | 3 + 2 |
| ---- | ---------------- | ------- | -- | - | ----- |
| 2022 | Чемпіонат Європи | 2       | 2  | 1 | 1     |
| 2022 | Чемпіонат світу  | 1       | 4  | 1 | 2     |
| 2023 | Чемпіонат світу  | 3       | 4  | 3 |       |
| 2024 | Чемпіонат Європи | 2       | 2  | 1 | 7     |
| 2024 | Олімпійські ігри |         | 2  |   |       |